# 機神大戰
《機神大戰》（又譯機神大戰 - 巨型方程式）是從2007年4月5日在日本播放的動畫，總共26集。

## 世界觀
西歷2035年，稱之為「赤道之冬」的天然災害降臨於地球，伴隨著此場災害而來的是地球上空出現了電磁雲（EM-Cloud）此種異常天候現象，這股帶有強大磁場的電磁雲突然包覆了整個赤道並開始擴散，擾亂了航空交通及人造衛星等精密的電子儀器，使能源出現短缺。世界出現混亂。
此時，拯救人類於此場災害的是在前世紀80年代末期陸續發掘出來的超古代文明頭像。這些頭像中寄宿了神的存在，在災害發生後，神答應人類供給他們所需的能源。但是作為交換條件，人類必需以神的頭像作為核心，打造專屬於它們的鎧甲以及武器來進行它們之間的決鬥。挖掘到頭像(OXII)的國家為了這些頭像開始研發了巨型機器人，作為附帶價值也決定以此場決鬥來構築新的世界秩序。
於是，由聯合國主導，簽署了「最賢明的世界大戰」“Wisest World War”宣言，以巨神像之間的決鬥戰來決定日後世界秩序。
可是，這究竟是人類利用神？還是神操縱著人類？

## 各國機神
機神為各國挖掘到之頭像搭載之機體，在作品中稱之為Gigantic做為平常之稱呼，編號為聯合國以國家進行編號。而這些頭像所寄宿的神靈為希臘神話中的奧林匹斯12主神，不過因各國信仰差異因此機體名稱會與頭像寄宿有所差別，但仍然對應其神靈本性。
- 義大利羅馬共和國 Italy Roma Repulic-（GF-IRR-I）火神1（本神：鍛治之神赫斐斯托斯 Hephaistos、羅馬：Vulcan）

設計:海老川兼武、藤田一己
高:26米  力量:4   功擊:8   防禦:6   速度:6
- 北美帝國 Empire of North America-（GF-ENA-II）朱庇特2 JupiterII（本神：天神宙斯Zeus）

設計:村上克司
身高:30米  力量:10   功擊:10   防禦:10   速度:4
- 中央人民共和國 Central China- (GF-CCh-III) 玄武神三號（本神：通訊、商業及旅行之神赫密斯 Hermes）

設計:宮武一貴
身高:27.5米  力量:5   功擊:4   防禦:3   速度:9
- 委內瑞拉加勒比共和國 Caribbean Venezuela Republic- (GF-CVR-IV) 賽爾斯4（本神：農業女神得墨忒爾 Demeter、羅馬：塞爾斯Ceres） [特別注意，此機神部分由北美帝國所製造]

設計:武半慎吾
身高:25米  力量:4   功擊:6   防禦:4   速度:4
- 原宗希臘 Original Greece- （GF-OrG-V）喀戎五世（本神：海神波賽冬 Poesiden、羅馬：Neptune）

設計:高倉武史
身高:29米  力量:8   功擊:8   防禦:8   速度:8
- 大英帝國 Great Britain Kingdom- （GF-GBK-VI）獅鷲6（本神：太陽神阿波羅 Apollo、羅馬：Apollo）

設計:石垣純哉
身高:28.5米  力量:8   功擊:7   防禦:8   速度:3
- 法蘭西聯合 France Union- （GF-FrU-VII）黛安娜7（本神：月亮女神阿爾忒彌斯Artemis、羅馬：Diana）

設計:出渕 裕
身高:33米  力量:5   功擊:7   防禦:3   速度:6
- 東歐俄羅斯 East European Russia- （GF-EER-VIII）朱諾VIII（本神：婦女之神赫拉Hera、羅馬：Juno）

設計:河森正治
身高:29米  力量:7   功擊:7   防禦:3   速度:6
- 埃及非洲阿拉伯共和國 Federated Egypt Africa  Arabia-（GF-FEAA-IX）奈芙蒂斯IX（本神：爐灶之神維斯塔Hestia 埃及神話：Nephthys）

設計:荒牧伸志
身高:26.5米  力量:7   功擊:9   防禦:4   速度:5
- 日本共和國 Japan Republic- (GF-JAR-X) 須佐之男十式（本神：戰神阿瑞斯 Ares- 羅馬：Mars）

設計:森木靖泰
身高:27米  力量:5   功擊:6   防禦:6   速度:6
- 德意志日耳曼聯邦 Unified German Deutsch- (GF-UGD-XI) 米諾娃XI（本神：智慧女神雅典娜Athena、羅馬神話米諾娃Minerva）

設計:山根公利
身高:28.5米  力量:7   功擊:9   防禦:7   速度:3
- 印度教國 Hindustania- (GF-HIN-XII) 伊絲塔12（本神：愛與美之神阿佛洛狄忒、羅馬神話維納斯Venus、蘇美神話伊南娜Inanna）

設計:山下いくと
身高:26米  力量:4   功擊:3   防禦:2   速度:6
- 日本共和國 Japan Republic-ONYXS

頭像由朱庇特2複製,在破壞朱庇特2的頭像時,接收朱庇特2的意志,打算創造只有神的世界 
擁有12機神的力量 
最終話頭部被須佐之男打破

## 主要登場人物
日本共和國
- 州倭慎吾（聲優：代永翼）- 13歲。日本共和國機神須佐之男X式的駕駛員。性格開朗，對任何事抱著樂觀的態度。

待人和善而且溫柔，在真名和其他人遇到困擾時往往能激勵對方，和須佐之男的共鳴反應似乎比其他駕駛員還要好上許多。
是一個有話直說，又守不住秘密的好男孩。在機神大戰期間與真名透過須佐之男的力量而感受其他國家駕駛員的過去與心情
，並且在雲儀的訓練下逐漸成長為一位優秀的駕駛員，曾對自己說真名由他保護，對真名的感情始終不變。
- 神代真名（聲優：佐藤利奈）- 14歲。日本共和國機神須佐之男X式的譯語員（Translator），也是日本政府特A級人員。小時就被訓練成特殊部隊成員，曾單戀ONYXS駕駛員真人，但因為妹妹神名（ONYXS譯語員）和真人發生戀情，因而立誓保護他們，剛開始是利用慎吾，但漸漸的對慎吾動感情。
- 天野卯兔美 （聲優：矢作紗友里）- 10歲。她乃天才女孩，10歲已被提拔到機神研究。擔任技術部隊一職，負責機神的強化和改裝等工作。愛被人叫花名“小兔”。
- 大海華都美- 32歲。擔任機神部門的司令官，哥哥曾是ONYXS的機師，因精神侵蝕而死亡。
- 皇田力（聲優：目黑光裕）- 53歲。是機神部門的副司令，都美哥哥的摯友，為人正直也通情達理。
- 李 雲儀（聲優：關智一）-24歲。是中央國玄武神三號的駕駛員，因敗給了須佐之男，而被任命協助日本共和國，是慎吾的師父，會氣功，身手不輸給忍者，為人正直，愛妻是李 走影。
- 李 走影（聲優：柚木涼香）-21歲。是中央國玄武神三號的譯語員，很溫柔善良，擅長用氣功治療，跟丈夫一樣協助日本共和國，經常為真名打氣，丈夫是李 雲儀。

## 各集標題
| 集數   | 標題 |
| ------ | ---- |
| 第1話  | 覺醒 |
| 第2話  | 戰鬪 |
| 第3話  | 摩擦 |
| 第4話  | 眩惑 |
| 第5話  | 信賴 |
| 第6話  | 運命 |
| 第7話  | 閃光 |
| 第8話  | 矜持 |
| 第9話  | 無垢 |
| 第10話 | 獵人 |
| 第11話 | 土魂 |
| 第12話 | 遺人 |
| 第13話 | 動機 |
| 第14話 | 純真 |
| 第15話 | 全能 |
| 第16話 | 不穩 |
| 第17話 | 出征 |
| 第18話 | 慟哭 |
| 第19話 | 慘酷 |
| 第20話 | 試練 |
| 第21話 | 衝動 |
| 第22話 | 誓約 |
| 第23話 | 罪智 |
| 第24話 | 対決 |
| 第25話 | 嫩葉 |
| 第26話 | 終極 |

## 外部連結
- 機神大戦ギガンティック・フォーミュラ官方網頁 （页面存档备份，存于）（日文）